# Regueiro (Irijo)
Regueiro (llamada oficialmente San Pedro do Regueiro) es una parroquia del municipio español de Irijo, en la provincia de Orense, Galicia.

## Toponimia
La parroquia también es conocida por el nombre de San Pedro de Regueiro.

## Organización territorial
La parroquia está formada por siete entidades de población:

### Entidades de población
Entidades de población que forman parte de la parroquia:
- Candosa
- Cerdeira, formado por la unión de los lugares de:[3]
  - Cerdeira de Abaixo
  - Cerdeira de Arriba
- Espiñeiros
- Santas (As Antas)

### Despoblado
Despoblado que forma parte de la parroquia:
- El Paraño (O Paraño)

## Demografía
| Gráfica de evolución demográfica de Regueiro entre 2000 y 2022 |
|                                                                |
| Datos según el nomenclátor publicado por el INE.               |